# وليم براون (سياسي بريطاني)
وليم براون (بالإنجليزية: William Brown)‏ هو سياسي بريطاني، ولد في 1930. في انتخابات الجمعية التشريعية لأيرلندا الشمالية 1982 ‏، انتخب عضو الجمعية التشريعية لأيرلندا الشمالية 1982-1986 ‏ وقد انضم خلال فترته النيابية ‏  للكتلة البرلمانية حزب ألستر الوحدوي.